# Fight Music
Fight Music (englisch für „Kampfmusik“, auch bekannt als Flight Music) ist ein Lied der US-amerikanischen Rapgruppe D12. Der Song ist die dritte Singleauskopplung ihres Debütalbums Devils Night und wurde am 5. November 2001 veröffentlicht. Außerdem ist das Lied auf dem Sampler Shady XV von Eminems Label Shady Records sowie auf dem Soundtrack zum Film Project X enthalten.

## Inhalt
| Liedteil   | Künstler                     |
| 1. Strophe | Kon Artis, Bizarre           |
| 2. Strophe | Proof, Swift, Kuniva, Eminem |
| Refrain    | Eminem                       |

Das Lied ist den Genres Hardcore- und Gangsta-Rap zuzuordnen, wobei alle Rapper in die Rolle eines lyrischen Ichs schlüpfen und ihre Texte schnell und aggressiv vortragen.
Inhaltlich geht es vor allem um Gewaltdarstellungen. So rappt Kon Artis nach Eminems Hook, dass er durch Morden einen größeren Kick bekomme als durch den Konsum von Kokain und er jemandem die Kehle durchschneiden und Kinderwagen auf die Straße schieben würde. Bizarres Text ist noch kontroverser, da er neben allgemeiner Gewalt auch über Vergewaltigung und Oralsex mit der eigenen Großmutter rappt. Proof und Swift berichten ebenfalls von Schlägereien und Schießereien, während Kuniva die mitunter überharte Polizeigewalt in den Vereinigten Staaten anprangert, indem er seine potentiellen Opfer mit bekannten Personen, die von Polizisten misshandelt wurden, wie z. B. Rodney King, vergleicht. Eminems Vers und Refrain unterscheiden sich thematisch von den Strophen der anderen Rapper. Er beschreibt die Wirkung der Musik auf die junge Hörerschaft, wobei er sich an die Jugendlichen, die er mit seinen Songs ansprechen will, richtet und ihnen Mut macht, sich zu wehren, wenn sie gemobbt werden. Außerdem schießt Eminem gegen Kritiker, die seine Lieder verbieten wollen, da diese insgeheim genauso denken würden wie er und sich bloß nicht trauen, die Wahrheit auszusprechen.

## Produktion
Fight Music wurde von dem Musikproduzent Dr. Dre produziert, wobei er keine Samples anderer Lieder verwendete. Der Song wurde in den Record One Studios, dem 54 Sound Studio sowie dem Vanguard Studio aufgenommen.

## Musikvideo
Bei dem zu Fight Music gedrehten Musikvideo, das teilweise in Coney Island gefilmt wurde, führte Marc Klasfeld Regie.
Es beginnt mit einer Szene, die an den Film Die Warriors angelehnt ist. Hierbei spricht der Musiker Ice-T, der auf dem Dach eines Autos steht, zu einer Menge verschiedener Künstler, darunter Rapper (u. a. Fat Joe, Obie Trice, D12), Rock-, Pop-, und R&B-Musiker. Er zeigt auf D12 und meint, sie würden die Musikindustrie zerstören, woraufhin eine Jagd auf die Gruppe ausbricht. D12 flüchten vor dem aufgebrachten Mob, der sie u. a. mit Hunden jagt, quer durch die Stadt und auch per U-Bahn und Auto. Zwischen den Jagd- und Kampfszenen rappen die D12-Mitglieder ihre Texte aggressiv in die Kamera. Am Ende stehen sich die verfeindeten Gruppen am Strand gegenüber, doch mittlerweile haben sich weitere Personen auf die Seite von D12 geschlagen, sodass die Anzahl der Gegner ausgeglichen ist.

## Single

### Covergestaltung
Das Singlecover zeigt die sechs Mitglieder von D12 und im Vordergrund das Logo der Gruppe. Im schwarz-weißen Hintergrund sind weitere Personen und Gebäude zu sehen. Der orange Titel Fight Music befindet sich im unteren Teil des Bildes. Daneben erschienen auch sechs alternative Coverversionen, die jeweils ein Mitglied der Gruppe sowie das D12-Logo und den weißen Schriftzug Fight Music zeigen.

### Chartplatzierungen und Auszeichnungen
Fight Music stieg am 19. November 2001 auf Platz 46 in die deutschen Single-Charts ein und erreichte zwei Wochen später mit Rang 38 die Höchstposition. Insgesamt hielt sich das Lied zehn Wochen in den Top 100. Erfolgreicher war der Song im Vereinigten Königreich, wo er Platz 11 belegte und für mehr als 200.000 verkaufte Exemplare im Jahr 2020 eine Silberne Schallplatte erhielt.